# Croton adipatus
Espèce
Classification APG III (2009)
Croton adipatus est une espèce de plantes à fleurs du genre Croton et de la famille des Euphorbiaceae originaire du Pérou.
Il a pour synonyme :
- Oxydectes adipata (Kunth) Kuntze